# Леки (Сијена)
Леки је насеље у Италији у округу Сијена, региону Тоскана.
Према процени из 2011. у насељу је живело 270 становника. Насеље се налази на надморској висини од 426 м.